# Cerapterocerus subapterus
Cerapterocerus subapterus är en stekelart som beskrevs av Girault 1922. Cerapterocerus subapterus ingår i släktet Cerapterocerus och familjen sköldlussteklar. Inga underarter finns listade i Catalogue of Life.